# The Elder Scrolls Online
The Elder Scrolls Online – gra komputerowa z gatunku MMORPG stworzona przez ZeniMax Online Studios. Jej premiera odbyła się 4 kwietnia 2014. Została wydana tak jak poprzednie części serii The Elder Scrolls, przez firmę Bethesda Softworks. 17 marca 2015 gra przeszła na nowy model biznesowy, w którym subskrypcja jest opcjonalna, obok możliwości zakupu gry jednorazowo.

## Fabuła
Akcja gry umiejscowiona jest w fikcyjnym świecie Tamriel, na tysiąc lat przed wydarzeniami opisanymi w The Elder Scrolls V: Skyrim. Gracz będzie miał możliwość dołączenia do jednego z trzech sojuszy: Ebonheart Pact, Aldmerskiego Dominium i Daggerfall Covenant.

## Rozgrywka
Gracz steruje wcześniej utworzoną postacią poruszającą się po świecie Tamriel. Podczas rozgrywki postać może wykonywać zadania za które dostaje wynagrodzenie. Każda z postaci posiada zestaw umiejętności, które rozwijają się wraz z ich użyciem.

## Produkcja
Produkcję gry rozpoczęto w 2007 roku, a oficjalnie zapowiedziano ją w maju 2012 roku. W październiku 2012 roku udostępniono oficjalną stronę The Elder Scrolls Online. W styczniu 2013 roku wystartowały zapisy na zamknięte beta testy i pokazano zwiastun dotyczący konfliktu pomiędzy sojuszami. Testy rozpoczęły się pod koniec marca 2013 roku. 10 czerwca oficjalnie potwierdzono wersję gry na Xbox One i PlayStation 4.
Na targach gier gamescom 21 sierpnia 2013 roku ogłoszono, że gra będzie wymagać miesięcznych opłat na wszystkich platformach.